# Pablo Blanco Blanco
Pablo José Blanco Blanco, conocido como Pablo Blanco (Sevilla, 16 de diciembre de 1951) es un exfutbolista y actualmente ostenta el cargo de coordinador de la cantera en el Sevilla Fútbol Club. En la temporada 1971-72 fichó como defensa central por el equipo hispalense, club en el que permaneció hasta la temporada 1983-84.
En diciembre de 2018 es nombrado dorsal de leyenda por el club hispalense, reconociendo así su trayectoria deportiva.

## Trayectoria

### Inicios
Pablo Blanco empezó a dar sus primeros toques con el balón en el equipo de los Salesianos de la Trinidad, C. D. Círculo Don Bosco, hasta que Casto Ríos lo descubre y se lo lleva al Juvenil del Sevilla en 1967 con 16 años. Allí permanece dos temporadas y, seguidamente, se incorpora al filial sevillista, el Sevilla Atlético. Su oportunidad en el primer equipo le llega en la temporada 71-72, en un choque que el Sevilla disputó en el Estadio Municipal El Molinón  y en el que sustituyó a Toni. Este día fue el principio de una larga historia, de un idilio entre un club y un jugador que todavía hoy no ha acabado.

### Sevilla FC
En sus 13 años como jugador de la primera plantilla del Sevilla F.C., jugó un total de 415 partidos oficiales. Su principal arma fue la regularidad. Por todo ello, la afición lo encumbró a lo más alto. Fue un icono a seguir por varias generaciones de aficionados sevillistas. Su trabajo y fidelidad hacia los colores sevillistas fueron reconocidos por la entidad blanca, que cuando se retiró, le brindó un partido homenaje, en el que el Sevilla FC se midió al Ferencvaros húngaro.
En ese periodo, a Pablo Blanco le dio tiempo de experimentar muchas sensaciones. Alegrías y penas, como todo en esta vida. Su primer año no fue bueno. El Sevilla, que no empezó mal, pegó un fuerte bajonazo que le llevó al pozo de segunda. Del agujero negro no salió hasta tres años después. Pero con el paso de los años, los blancos se fueron consolidando en la categoría y, a principios de los ochenta, lograron dos clasificaciones consecutivas para la Copa de la UEFA, en las que el concurso de Blanco fue fundamental.
Es el segundo jugador con más partidos en el club hispalense.

### Selección nacional
Fue dos veces internacional olímpico.

## Trayectoria como jugador

### Clubes
| Club                  | País   | Año     |
| --------------------- | ------ | ------- |
| Club Deportivo Alcalá | España | 1969-70 |
| Sevilla Atlético      | España | 1970-72 |
| Sevilla FC            | España | 1972-84 |

## Secretario técnico
La retirada fue solo de los terrenos de juego. La vinculación de Pablo Blanco con el Sevilla Fútbol Club no terminó cuando colgó las botas. Se incorporó al cuadro técnico del club hispalense y, en la actualidad es el secretario técnico de la cantera.